# Kasteel Blauwhuys

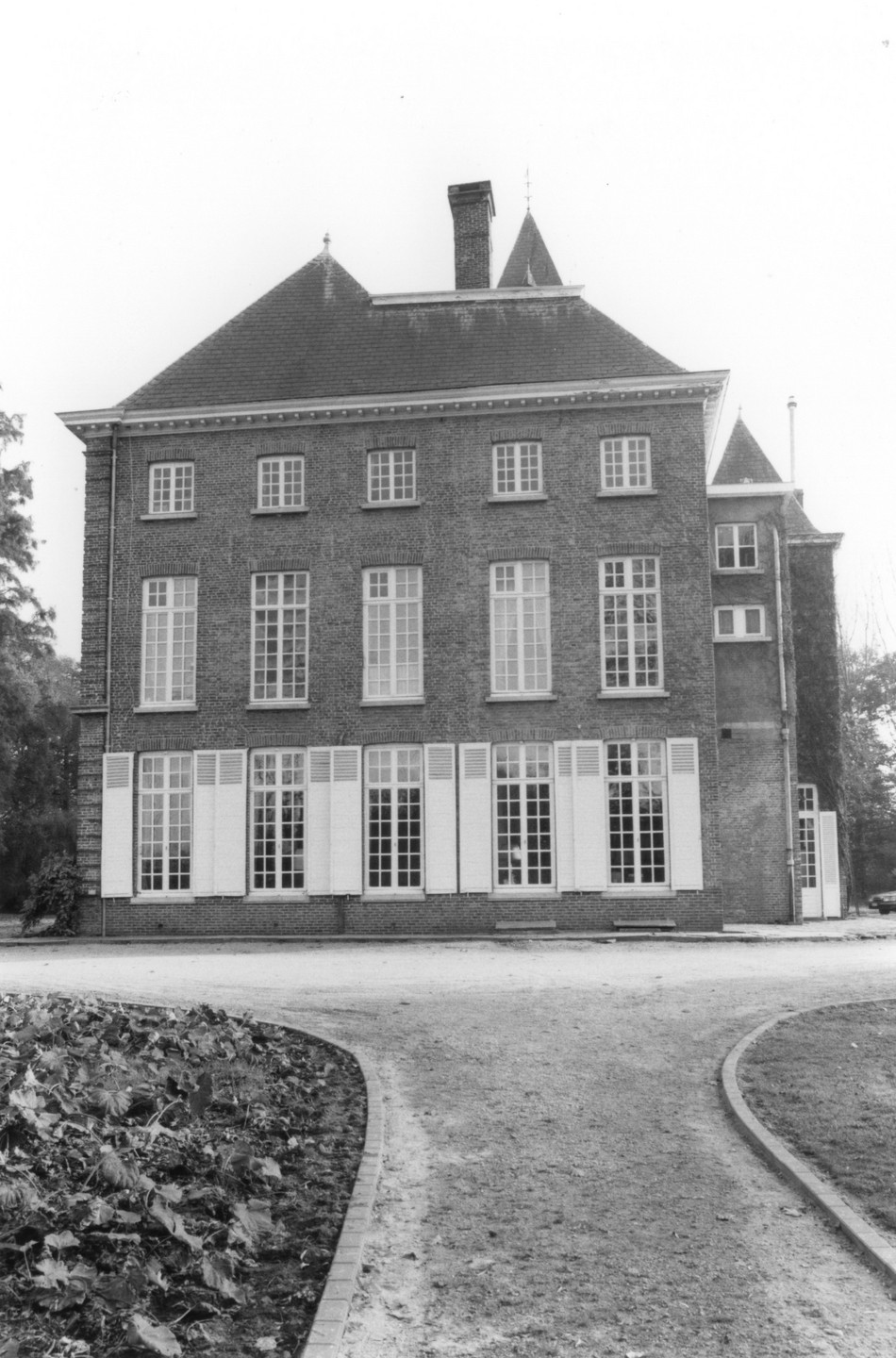
Kasteel Blauwhuys

Het Kasteel Blauwhuys (of Lammens Kasteel) is een kasteel in de Oost-Vlaamse plaats Merelbeke, gelegen aan de Oude Gaversesteenweg 86.

## Geschiedenis
Waarschijnlijk was dit oorspronkelijk een middeleeuwse hoeve en deze werd geleidelijk omgevormd tot een omgracht buitenhuis, wat het in de 16e eeuw al was. Zeker van 1615 tot 1785 was het in bezit van de familie Triest. Deze bezat tevens het Kasteel Ter Walle, dat ernaast gelegen was en wat de woonplaats was van de familie. Van 1768-1806 was het in bezit van de familie Piers. Het wisselde daarna regelmatig van eigenaar tot het in 1874 in bezit kwam van notaris Jules Lammens. Diens dochter was in 1872 getrouwd met Arthur Verhaegen, die een bevorderaar was van de neogotiek. Vanaf 1886 bleef het kasteel in bezit van de familie Verhaegen.

## Gebouw
Een gebouw dat waarschijnlijk uit het midden van de 18e eeuw stamde, en waar de noordgevel nog aan herinnert, werd herhaaldelijk aangepast. De voorgevel, van midden 19e eeuw, werd in neoclassicistische stijl uitgevoerd. In 1884-1885 werd het kasteel vergroot naar ontwerp van Arthur Verhaegen, in neogotische stijl.
Tegen de gevel bevindt zich een gepolychromeerd Sint-Martinusbeeld.
Het park ligt op de oostoever van de Melsenbeek, welke in 1759 werd gegraven. Op een heuveltje bevindt zich een tuinpaviljoen.